# Danh sách thành phố Ecuador

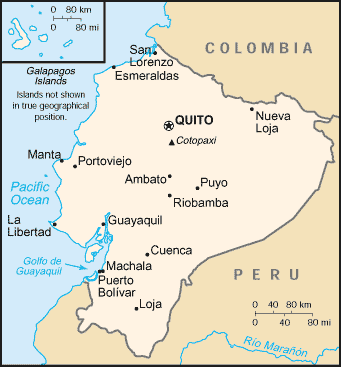
Bản đồ Ecuador

- Ambato
- Arajuno
- Babahoyo
- Bahía de Caráquez
- Baños de Agua Santa
- Cuenca
- Durán
- Esmeraldas
- Guaranda
- Guayaquil
- Ibarra
- La Libertad
- Latacunga
- Loja
- Macas
- Machala
- Manta
- Milagro
- Nueva Loja
- Portoviejo
- Piñas
- Pintag
- Quevedo
- Quito (capital)
- Riobamba
- Santo Domingo de los Colorados
- Salinas
- Shell Mera
- Tulcán

## Thành phố theo dân số
| Thành phố     | Dân số      | Dân số      | Dân số      | Tỉnh          |
| Thành phố     | Census 1990 | Census 2001 | Census 2010 | Tỉnh          |
| ------------- | ----------- | ----------- | ----------- | ------------- |
| Guayaquil     | 1.508.444   | 1.985.379   | 2.300.000   | Guayas        |
| Quito         | 1.100.847   | 1.399.378   | 1.600.000   | Pichincha     |
| Cuenca        | 194.981     | 277.374     | 330.000     | Azuay         |
| Santo Domingo | 114.422     | 199.827     | 305.000     | Santo Domingo |
| Machala       | 144.197     | 204.578     | 240.000     | El Oro        |
| Durán         | 82.359      | 174.531     | 235.000     | Guayas        |
| Portoviejo    | 132.937     | 171.847     | 225.000     | Manabí        |
| Manta         | 125.505     | 183.105     | 217.000     | Manabí        |
| Loja          | 94.300      | 117.000     | 185.000     | Loja          |
| Ambato        | 124.166     | 154.095     | 179.000     | Tungurahua    |